# 是樂園
是樂園（泰語： Suan Lumphini），又译倫披尼公園、蓝毗尼公园，位於泰國首都曼谷巴吞旺縣的沙拉信路（Sara Sin Road）、叻差南蒂路（Ratch Damri Road）、無線電路（Wireless Road）及拍喃四路（Rama 4 Road）之間，在1920年成為公眾遊園地，佔地約0.57平方公里，地處中央商業區裡，園裡綠茵叢林、湖水，景觀秀麗，遊人如鯽。
是乐园是曼谷最早的公园。园区不可吸烟，亦不可带宠物狗入内（导盲犬除外）。

## 歷史
是樂園原本是暹羅君主拉瑪六世的御花園，他的銅企雕像豎立於西南入口，泰文名稱「侖披尼」（藍毗尼園）乃釋迦牟尼在尼泊爾的出生地。

## 設施
- 泰國的第一所公共圖書館：
  - 小型圖書閱覽室、供應中文報紙及免費上網電腦服務。
- 侖披尼青年中心（Lumphini Youth Center）；
- 1938年春季由胡文虎先生捐資建築的虎豹兒童遊樂場：
  - 胡氏昆仲歌功碑、冰棍造型的座椅、冰淇淋造型的鐵架、沙池等。
- 1981年建成的「賞雨亭」：
  - 對聯：「賞心行健康樂復何求不求功名富貴，雨露恩榮枯原有數但數冬夏春秋。」
- 日本人在1995年豎立的「第二次世界大戰結束銀禧紀念柱」：
  - 英文、泰文及日文：「May Peace Prevail on Earth」
- 扶輪社在2003年3月建造的兒童遊樂場：
  - 鞦韆、鐵架及旋轉臺等。
- 猜博他那（Chaipattana）水車模型
- 每年冬季，園裡的棕櫚園都舉行音樂會，由曼谷交響樂團等團體表演傳統音樂。

## 图库

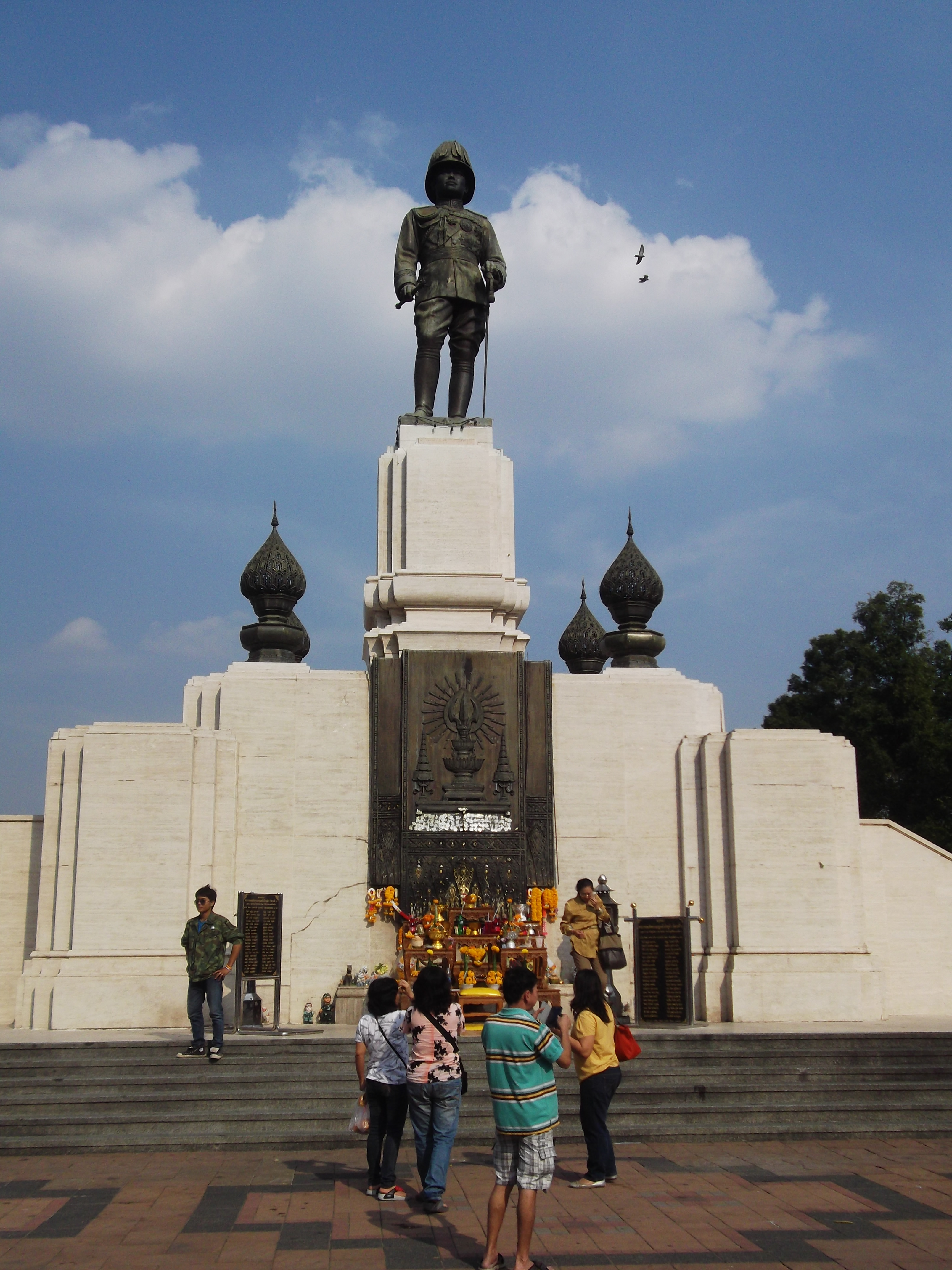
拉瑪六世的銅像守著大門
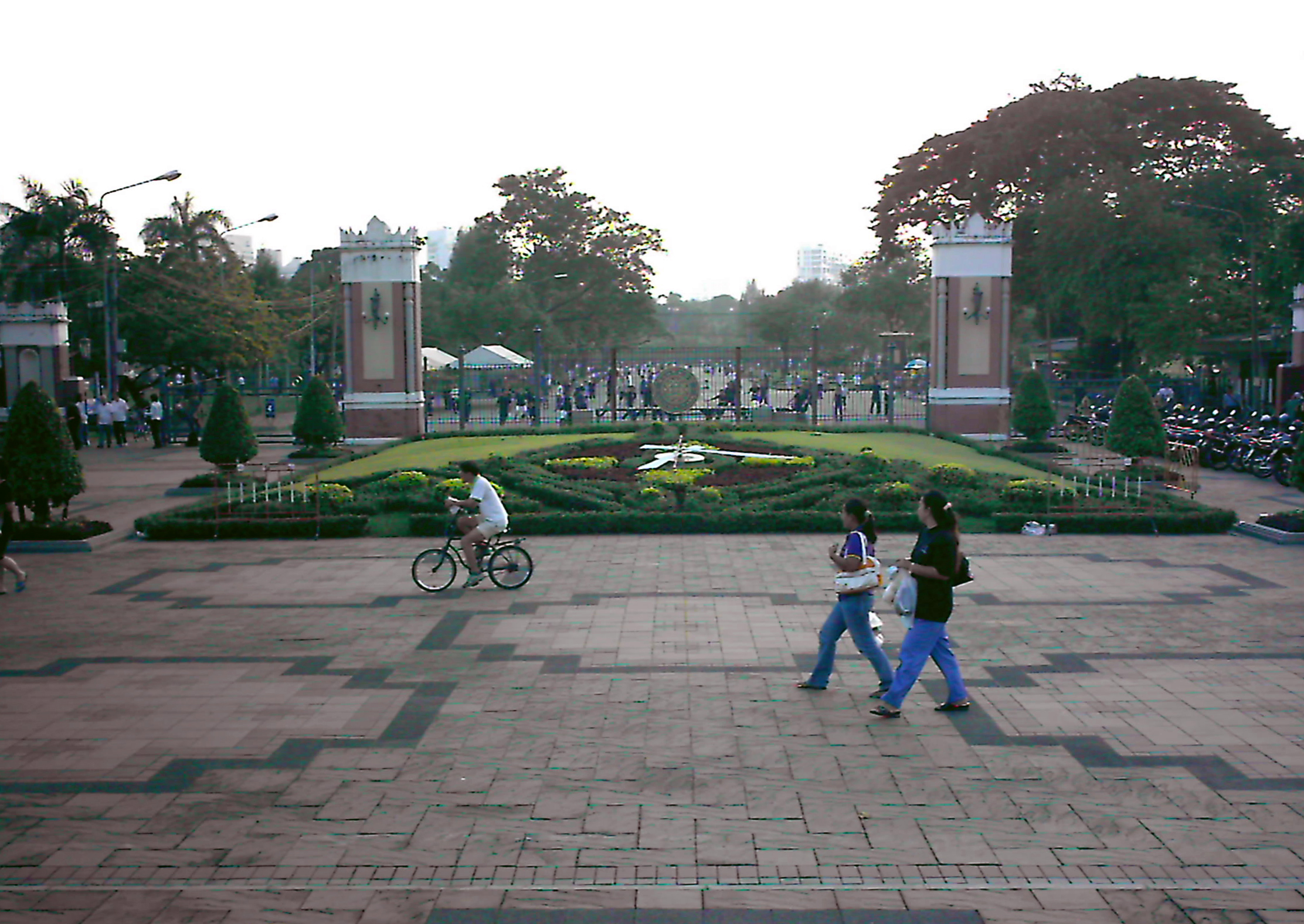
是樂園的大門
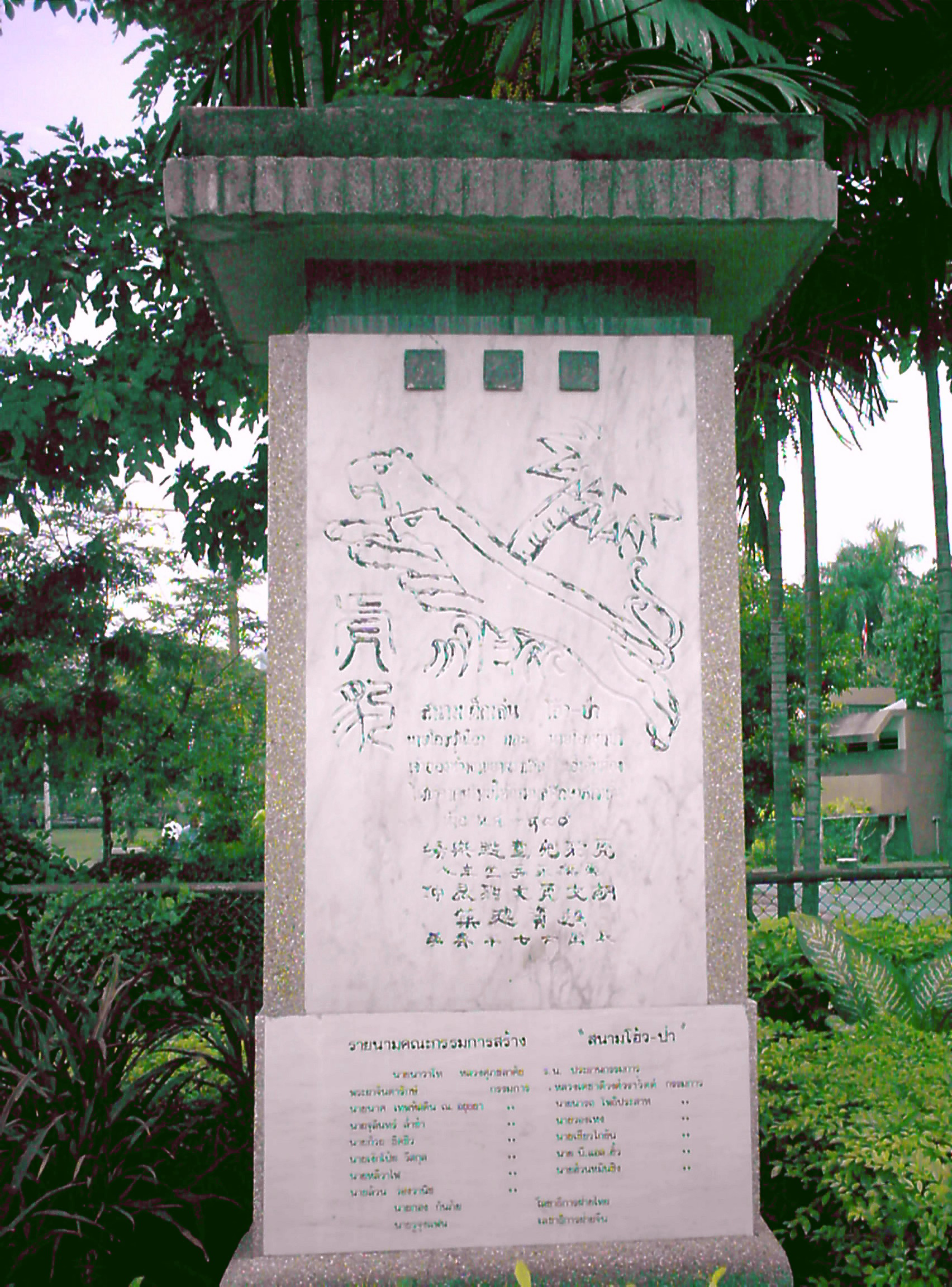
遠眺虎豹兒童遊樂場裡的紀功碑
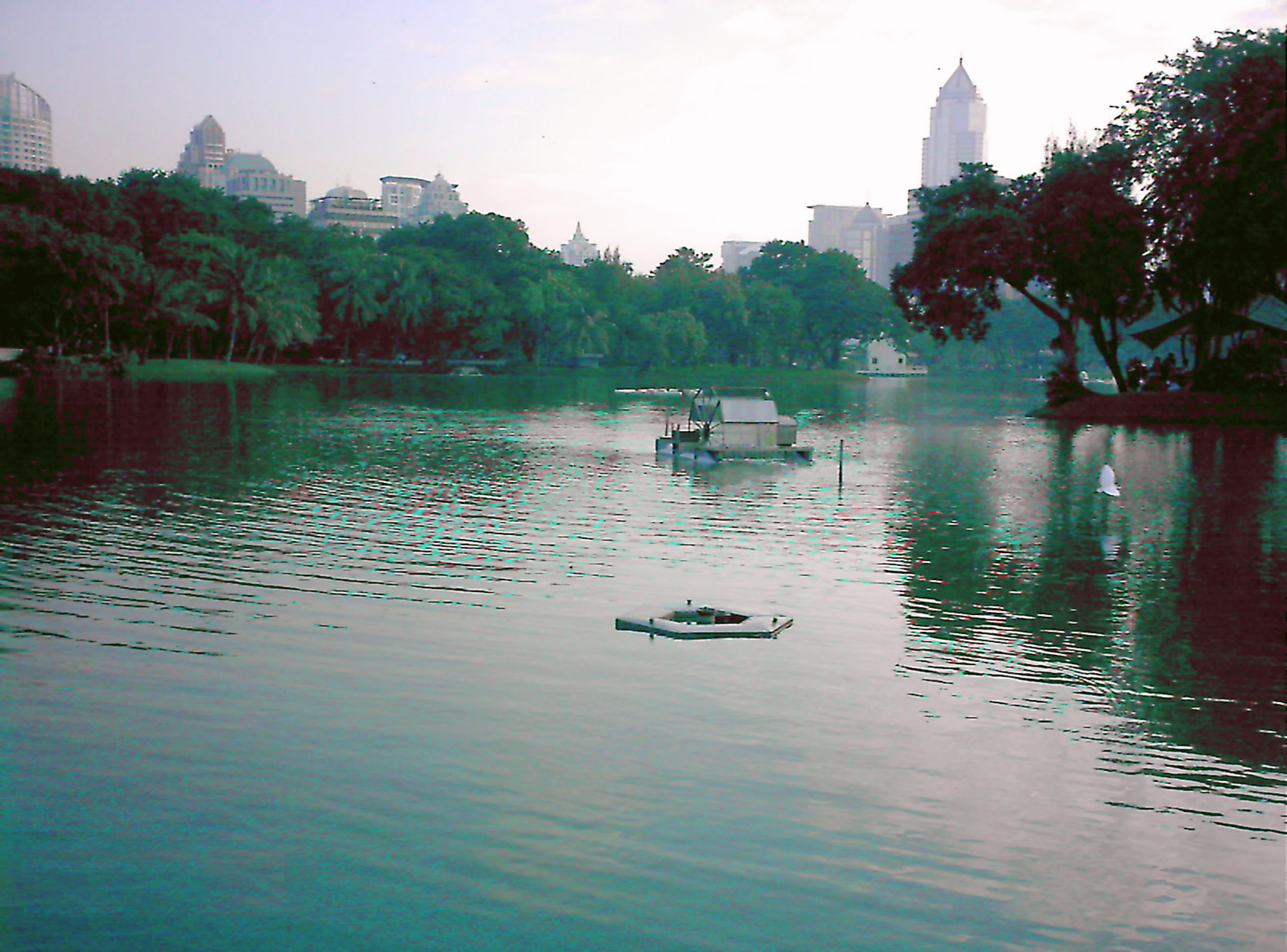
湖泊與猜博他那水車
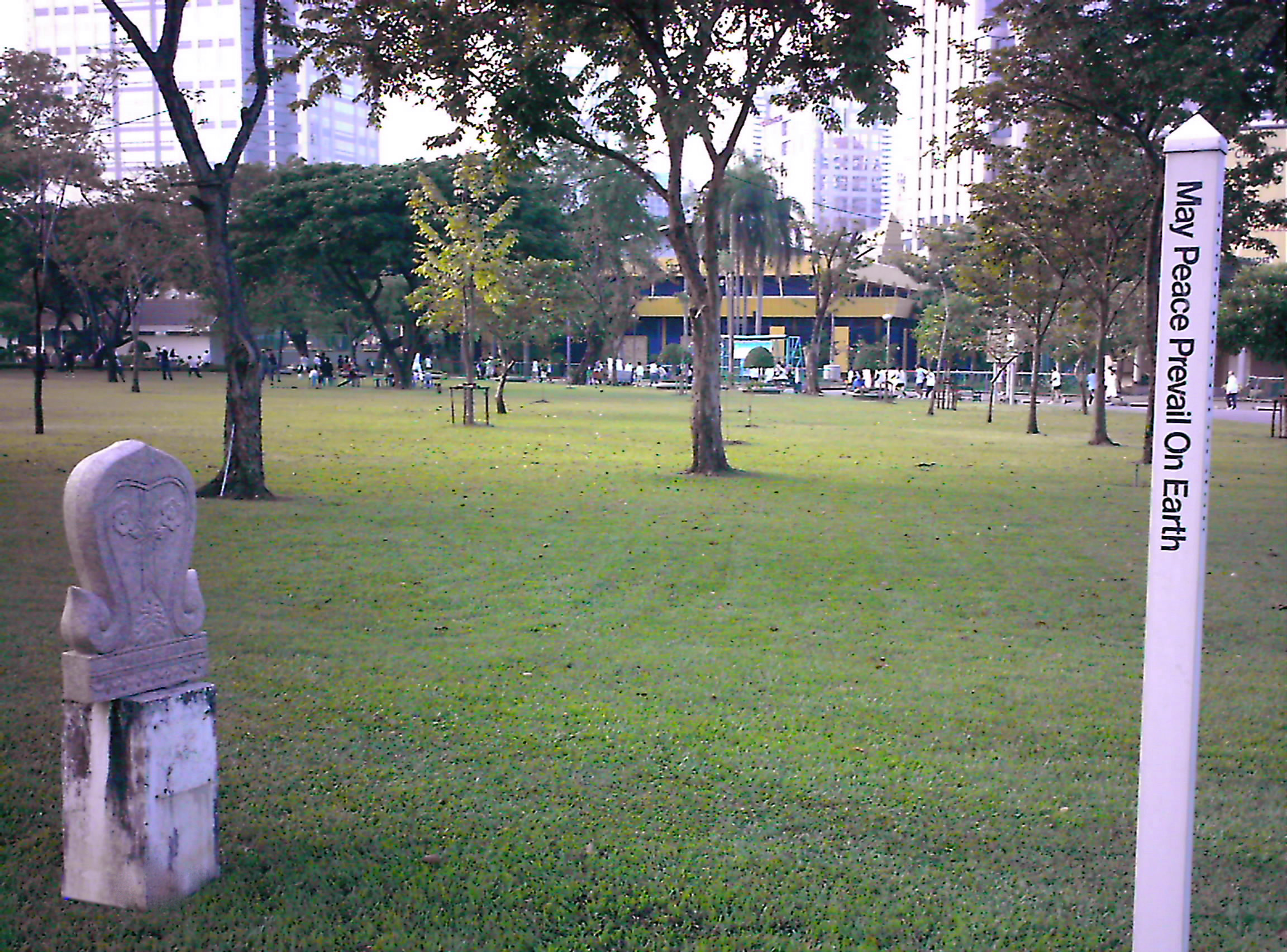
日本人在1995年豎起的第二次世界大戰結束五十週年紀念柱
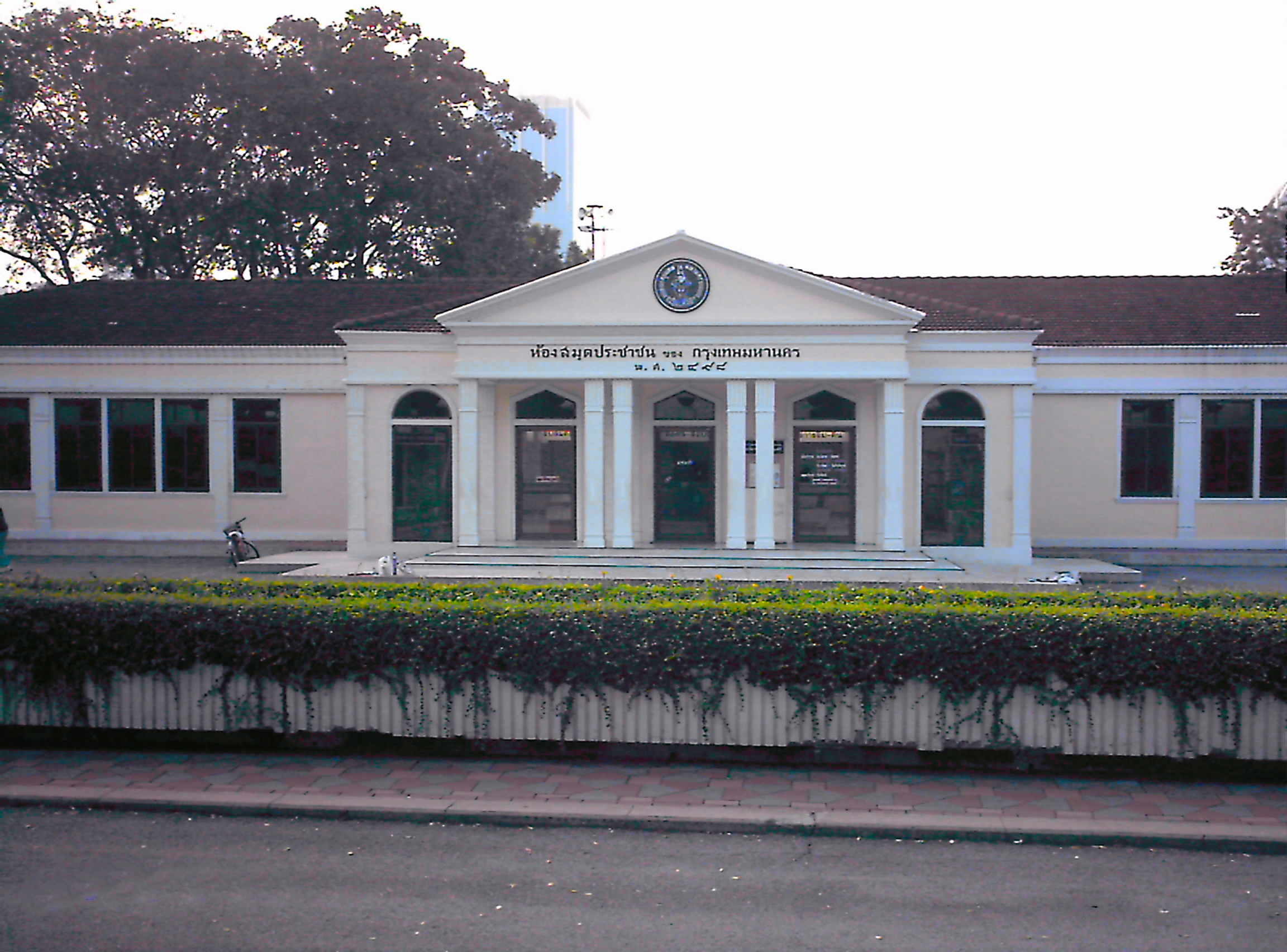
暹羅第一所公共圖書館
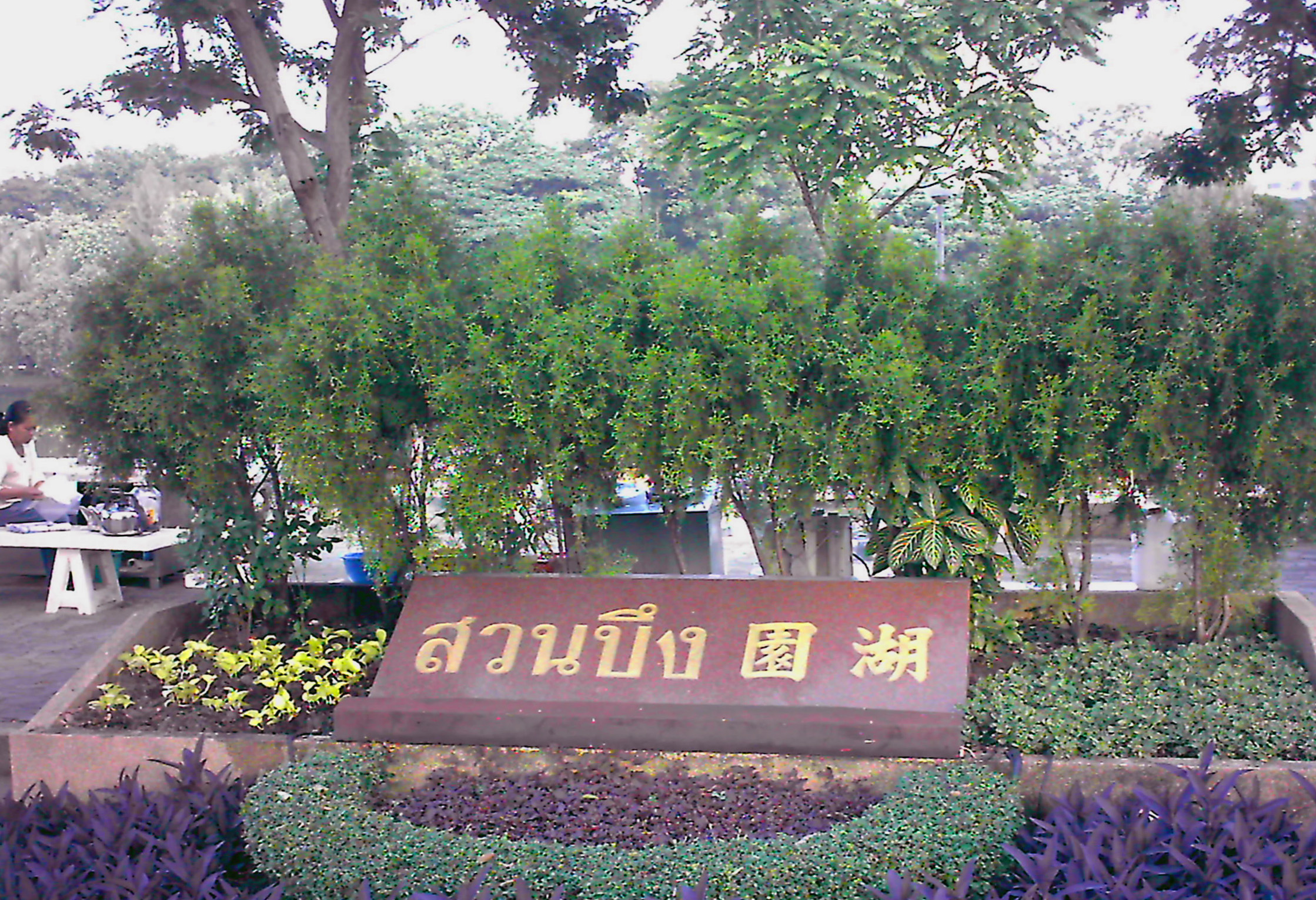
「湖園」供遊客喝茶的花園
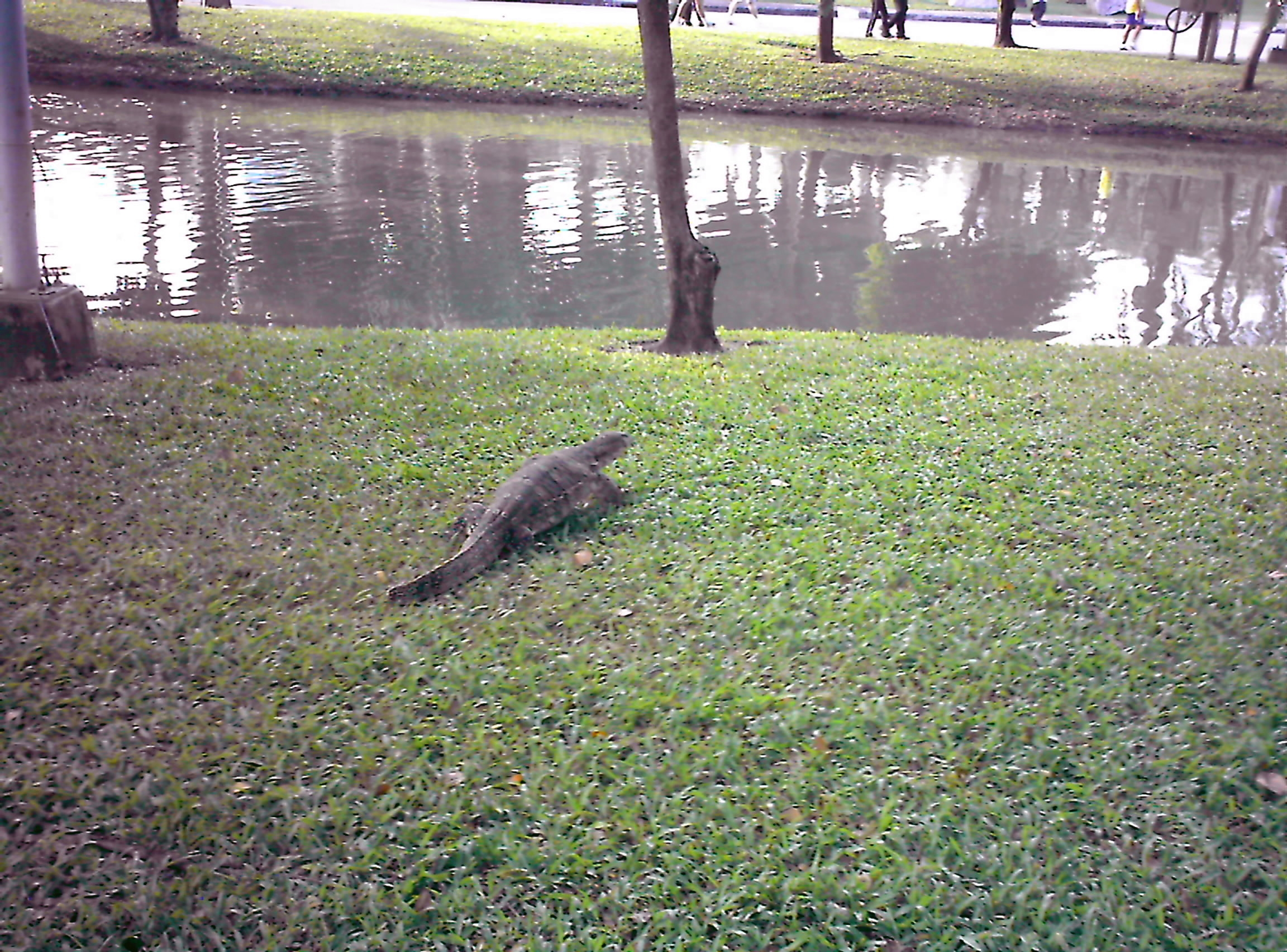
是樂園裡的野生蜥蜴
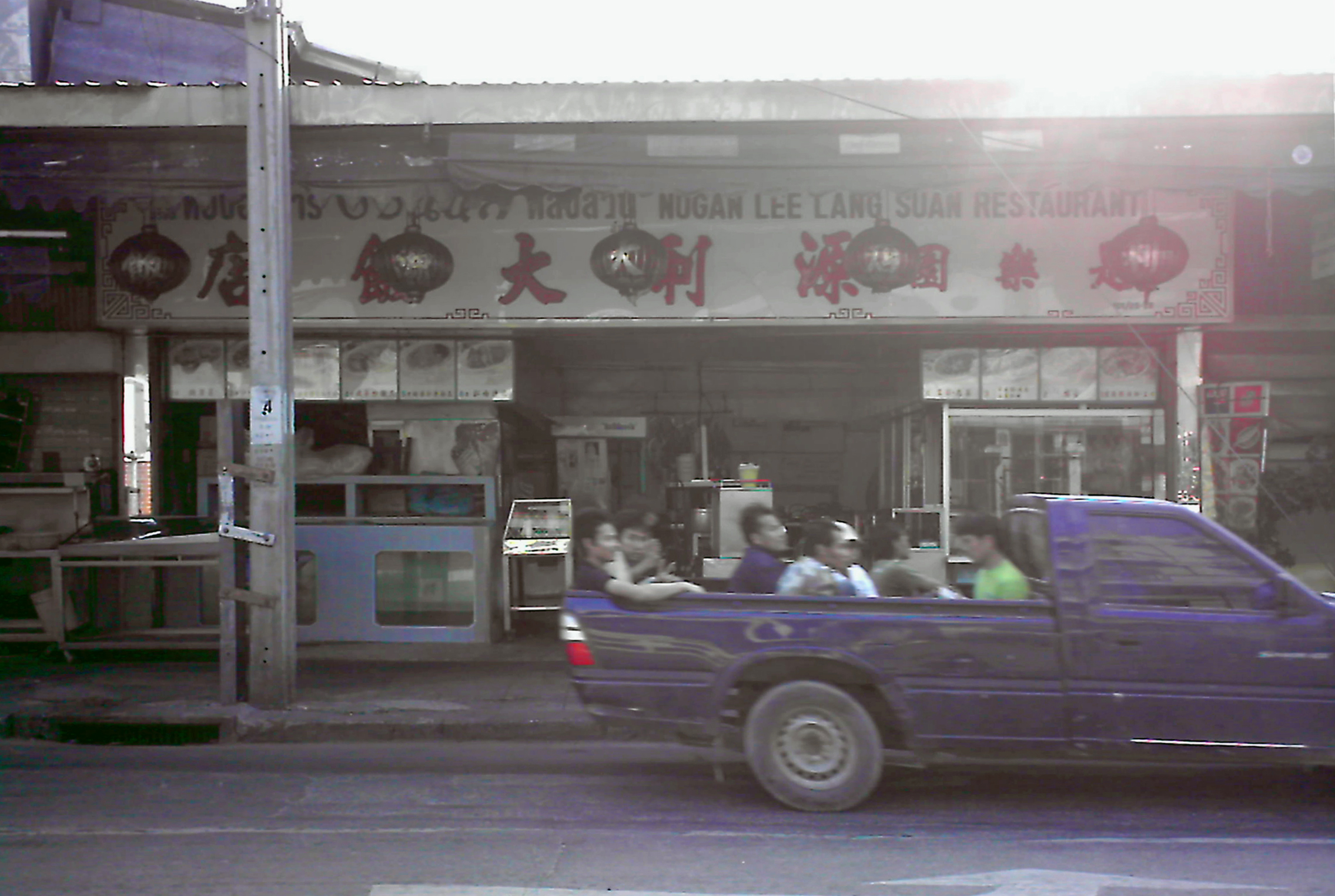
是樂園源利大飯店
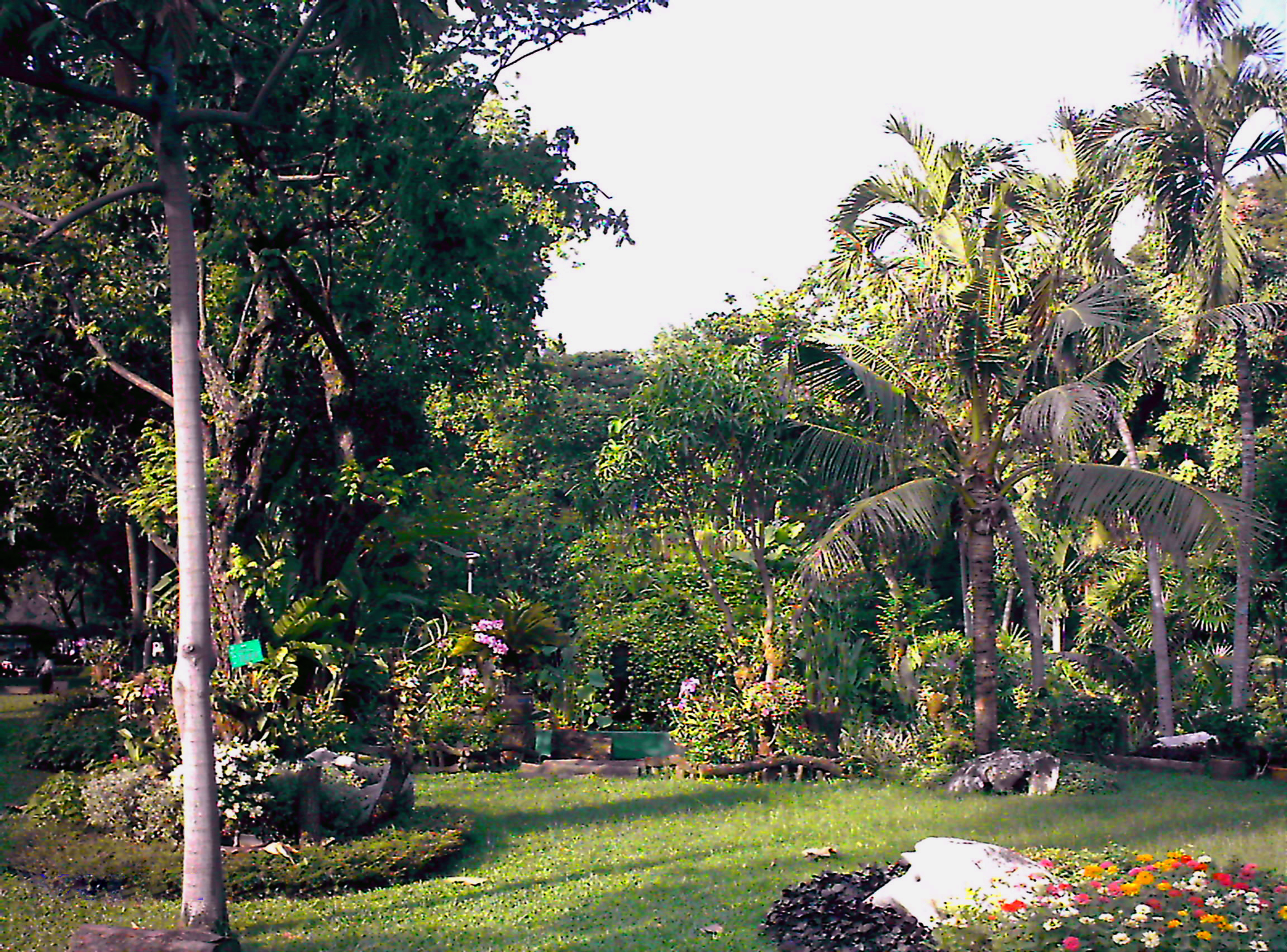
是樂園裡的綠野叢林
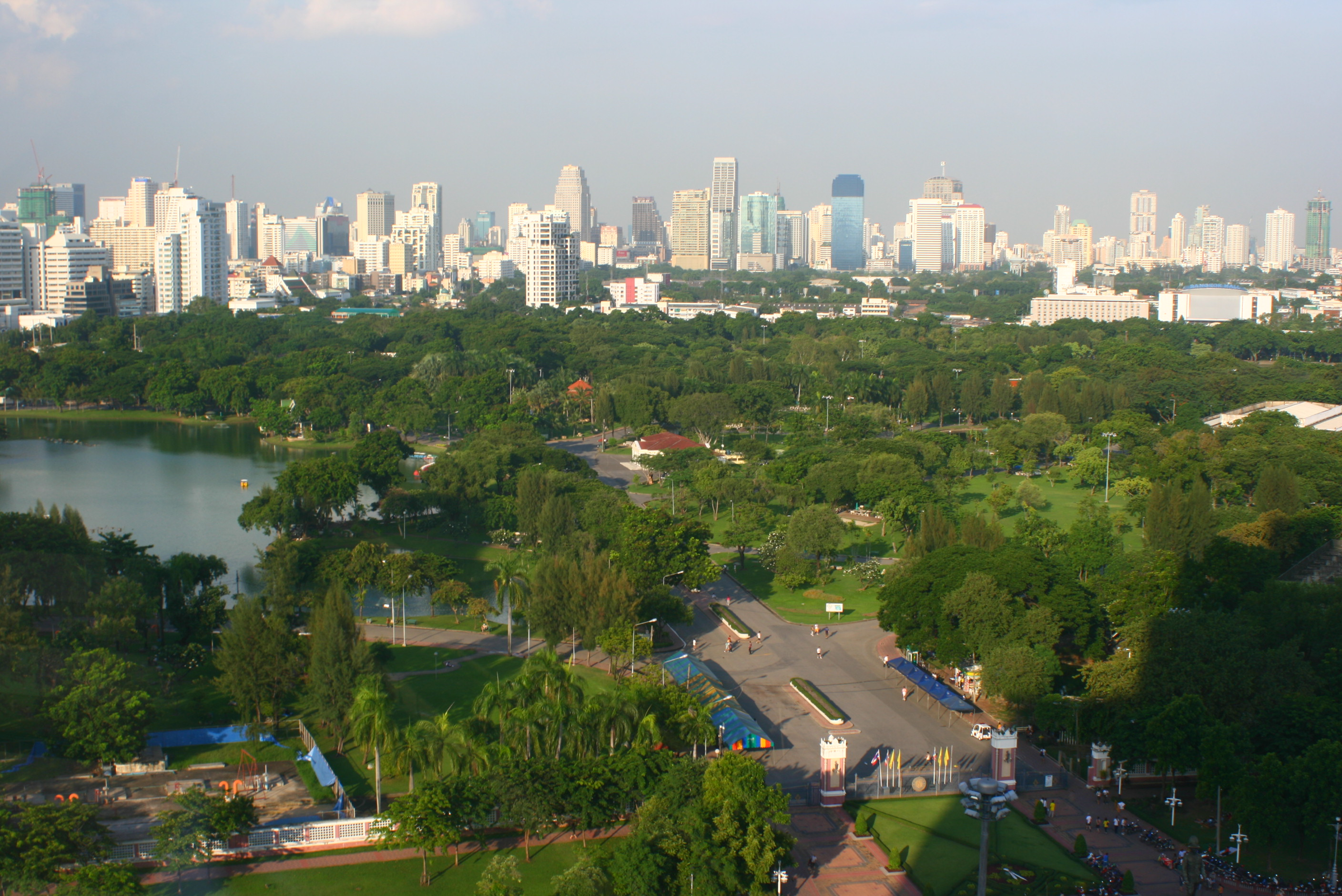
城市叢林：是樂園
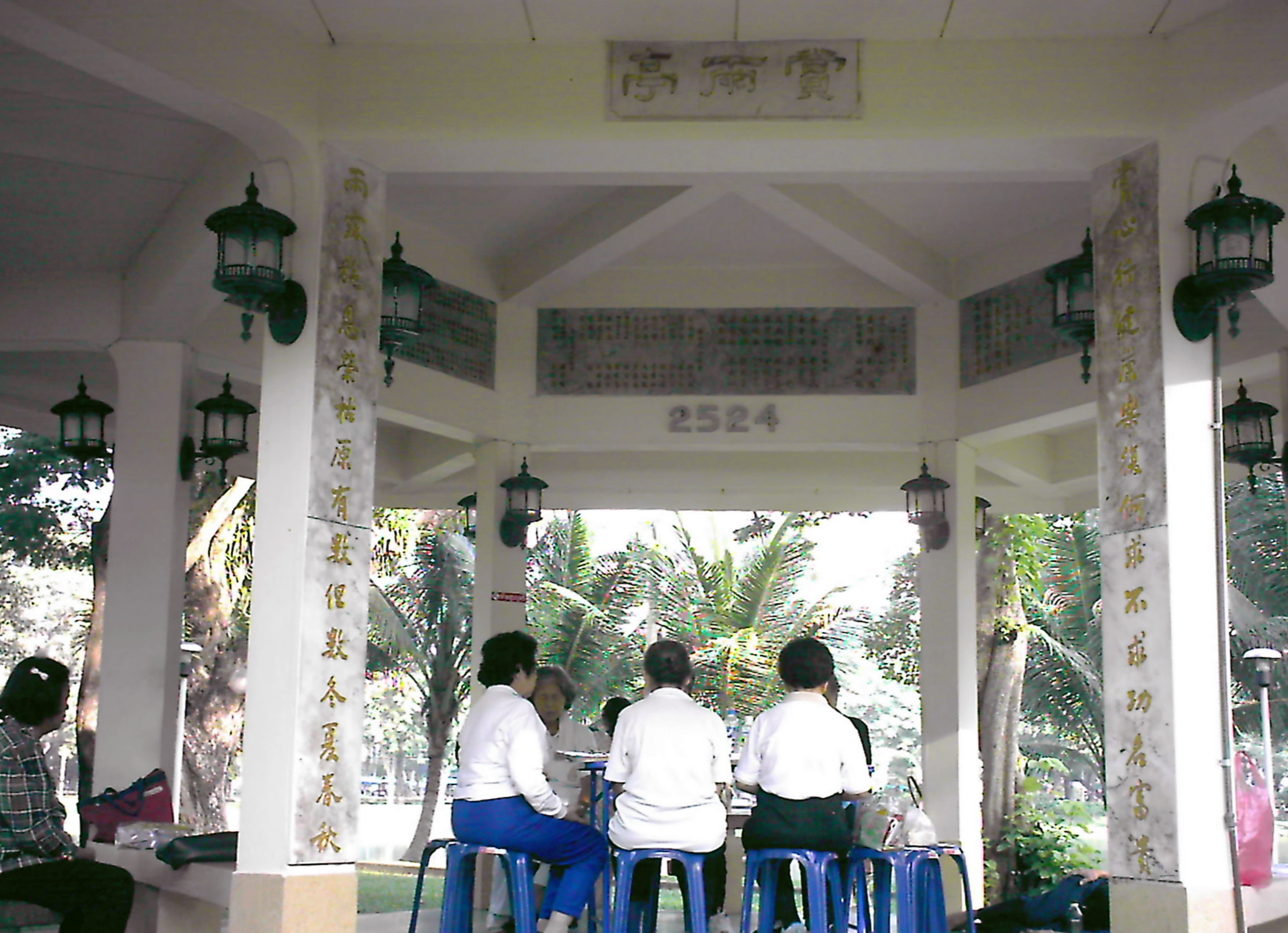
賞雨亭
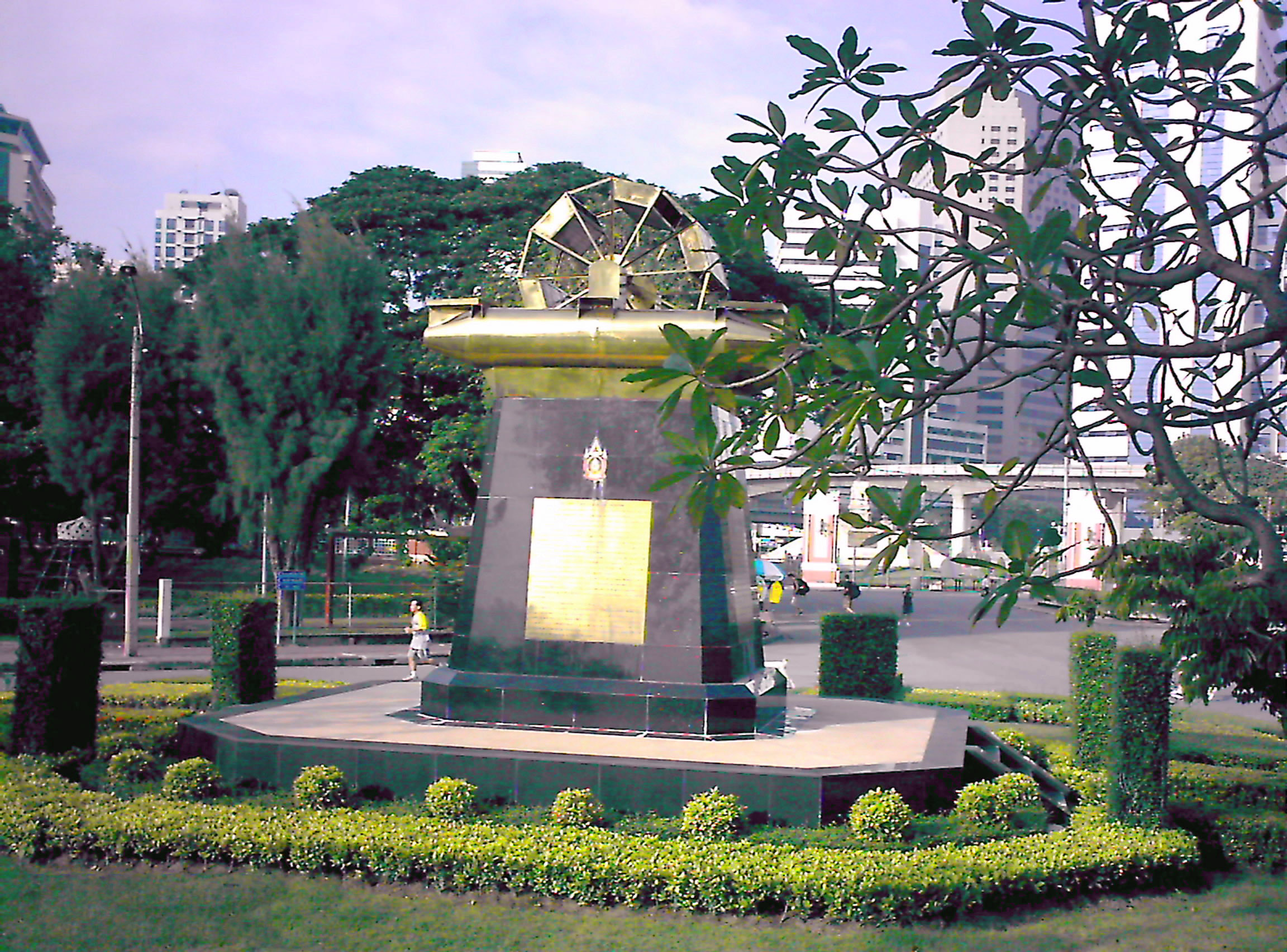
拉瑪九世設計的猜博他那水車

## 外部連結
- Lumphini Park 是樂園的官方英文網頁
- 2008年11月拍攝的是樂園之影像
- 2008年11月拍攝的是樂園之野生蜥蜴影像

13°43′50″N 100°32′30″E / 13.73056°N 100.54167°E
1. ↑   ["Lumphini Park" the first public park in Rattanakosin City with the origin of the name "Lumpini"]. Sinlapa Watthanatham. 2020-07-23  [2021-01-15]. （原始内容存档于2023-02-26） （泰语）.
2. ↑  .   [2023-03-06]. （原始内容存档于2022-09-26）.